# Dangereuse Alchimie
Pour plus de détails, voir Fiche technique et Distribution.
Dangereuse Alchimie ou Séductrice malgré elle (Student Seduction) est un téléfilm américain diffusé le 5 mai 2003 sur Lifetime.

## Synopsis
Un étudiant s'éprend avec une professeur de chimie dans un collège.

## Fiche technique
- Réalisation : Peter Svatek
- Pays d'origine :  États-Unis
- Année de production : 2003
- Durée : 85 minutes
- Format : couleur - 1,33:1 - son stéréo
- Dates de premières diffusions :
  - États-Unis : 5 mai 2003 sur Lifetime

## Distribution
- Elizabeth Berkley : Christie Dawson
- Corey Sevier : Josh Gaines
- Rick Roberts (en) : Drew Dawson
- Sarah Allen (en) : Jenna Dobson
- Sarah Smyth (en) : Monica Corelli
- Karen Robinson : Lorraine Boyle
- Bronwen Mantel (en) : Helen Davis
- Steve Adams : Dét. Polanski